# 斯梅瑟斯特山
66°50′S 52°36′E / 66.833°S 52.600°E
斯梅瑟斯特山是南極洲的山峰，位於恩德比地，處於托克勒山西北面6公里和大霍納肯山西南面50公里，該山峰在1957年由澳大利亞的探險隊被發現。